# Елизабет фон Турн и Таксис (1860–1881)
Елизабет Мария Максимилиана фон Турн и Таксис (на немски: Elisabeth Maria Maximiliana Prinzessin von Thurn und Taxis; * 28 май 1860, Дрезден; † 7 февруари 1881, Йоденбург, Унгария) е принцеса от Турн и Таксис и чрез женитба принцеса на Португалия.

## Биография
Тя е малката дъщеря на наследствения принц Максимилиан Антон фон Турн и Таксис (1831 – 1867) и съпругата му херцогиня Елена Каролина Тереза Баварска (1834 – 1890), голямата дъщеря на херцог Максимилиан Йозеф (1808 – 1888) и принцеса Лудовика Баварска (1808 – 1892). Майка ѝ Елена/Нене Баварска е сестра на императрица Елизабет (Сиси) от Австрия (1837 – 1898), омъжена през 1854 г. за австрийския император Франц Йосиф I, Мария-София Баварска (1841 —1925), кралица на Двете Сицилии, омъжена през 1859 г. за Франческо II, крал на Двете Сицилии.
Сестра е на неженения Максимилиан Мария (1862 – 1885), 7. княз на Турн и Таксис, Алберт (1867 – 1952), 8. княз на Турн и Таксис, женен за ерцхерцогиня Маргарета Клементина Австрийска (1870 – 1955), и на Луиза (1859 – 1948), омъжена на 21 юни 1879 г. в Регенсбург за принц Фридрих фон Хоенцолерн-Зигмаринген (1843 – 1904).
Елизабет се омъжва на 17 октомври 1877 г. в Регенсбург за португалския инфант 22. херцог Мигел Брагански (* 19 септември 1853, Клайнхойбах; † 11 октомври 1927, Зеебенщайн, Австрия), претендент за трона на Португалия, син на крал Мигел I Португалски (1802 – 1866), крал на Португалия (1828 – 1834), и принцеса Аделхайд фон Льовенщайн-Вертхайм-Розенберг (1831 – 1909). Те отиват да живеят в Долна Австрия. След раждането на първия им син Мигуел Максимилиано в Райхенау, нейното здраве се влошава все повече.
Тя умира на 20 години на 7 февруари 1881 г. в Йоденбург, Унгария, малко след раждането на третото ѝ дете. Нейният съпруг трябва да се сгоди през 1892 г. за Стефани Белгийска (1864 – 1945), вдовицата на трон-принц Рудолф Австрийски (1858 – 1889), но се жени втори път на 8 ноември 1893 г. в Клайнхойбах за принцеса Мария Терезия фон Льовенщайн-Вертхайм-Розенберг (1870 – 1935) и има с нея осем деца. Две дъщери от този брак се омъжват за двамата най-големи племенника на Елизабет от род Турн и Таксис.

## Деца
Елизабет и Мигел Брагански имат един син и две дъщери. 
- Мигуел Максимилиано Себастиан Мария де Браганца (* 22 септември 1878, Райхенау, Австрия; † 21 февруари 1923, Ню Йорк), херцог на Визой, женен на 15 септември 1909 г. в Шотландия за американката Анита Стюарт (* 17 август 1886, Ню Йорк; † 15 септември 1977, Ню Йорк); има една дъщеря и двама сина
- Франциско Жозе Герардо Мария (* 7 септември 1879, Меран; † 15 юни 1919, Иския), принц де Браганца, инфант на Португалия, неженен, австро-унгарски офицер, има секс-скандали
- Мария Тереза Каролина Микаела Габриела Рафаела Ана Жосефина Антония Франциска де Ассис е де Паула Бригида Пиа Герардина Северина Инация Луиза Естанислау Йоана Поликарпа (* 26 януари 1881, Оденберг; † 17 януари 1945, Щайнах), принцеса де Браганçа, инфанта на Португалия, омъжена 1900 г. за принц Карл Лудвиг фон Турн и Таксис (* 19 октомври 1863, Аугсбург; † 15 януари 1942, Виена)